# باتريك كوريغان
باتريك كوريغان (بالإنجليزية: Patrick Corrigan)‏ هو شخصية أعمال أسترالي، ولد في 9 سبتمبر 1932 في هانكو (ووهان) في الصين.